# 棟久由貴
棟久由貴（Munehisa Yuki，1997年12月15日—）是日本田徑運動員，專攻長跑項目。她代表日本參加2017年夏季世界大學運動會田徑比賽女子半程馬拉松項目，獲得個人金牌及團體金牌。

## 賽事記錄
| 年        | 賽事           | 舉辦城市   | 名次      | 項目           | 記錄      |
| 代表 日本 | 代表 日本      | 代表 日本  | 代表 日本 | 代表 日本      | 代表 日本 |
| --------- | -------------- | ---------- | --------- | -------------- | --------- |
| 2017      | 世界大學運動會 | 臺灣臺北市 | 第4名     | 10,000公尺     | 33:40.45  |
| 2017      | 世界大學運動會 | 臺灣臺北市 | 冠軍      | 半程馬拉松     | 1:13:48   |
| 2017      | 世界大學運動會 | 臺灣臺北市 | 冠軍      | 團體半程馬拉松 | 3:43:35   |

## 外部連結
- 棟久由貴在的頁面
- 棟久由貴的X（前Twitter）